# Antoine d'Aumont de Rochebaron
Pour les articles homonymes, voir Aumont.
Antoine II d'Aumont de Rochebaron (1601-1669), marquis de Villequier, d'Isle, de Nolay et de Chappes, comte de Berzé et baron d'Estrabonnes, premier duc d'Aumont et pair de France, est un gentilhomme français.
Capitaine des gardes du corps du roi en 1632, il participe à de nombreuses batailles et monte en grade. En 1650, il contribue beaucoup au gain de la bataille de Rethel, et obtient le bâton de maréchal de France en récompense.
Il donne son nom à l'hôtel d'Aumont.

## Biographie
Il est le second fils de Jacques II d'Aumont et de Charlotte de Villequier, et le petit-fils de Jean VI d'Aumont, maréchal de France, et d'Antoinette Chabot (petite-nièce de François Ier).
Il est élevé à la cour en qualité d'enfant d'honneur du roi Louis XIII.
Il commence à porter les armes sous les ordres de son frère, et se trouve ainsi au siège de Montauban en 1621. Il est blessé lors de la bataille du pont du Feneau sur l'île de Ré en 1627 par un tir de mousquet, se trouve en 1628 au siège de La Rochelle, et l'année suivante au combat du pas de Suze le 6 mars 1629.
En 1632, le roi le choisit pour être capitaine de ses gardes et le nomme chevalier du Saint-Esprit en 1633. Gouverneur de Boulogne en 1636, il bat un an plus tard, au mont Hulin, les sept cents Espagnols du gouverneur de l'Artois, le comte d'Ostrate. Il sert ensuite aux sièges de Hesdin en 1639.
Il est au siège d'Arras en 1640 et à celui d'Aire-sur-la-Lys en 1641. Après la blessure mortelle de son frère, le marquis d'Aumont, le 5 octobre 1644, il devient colonel régiment de Villequier cavalerie, puis l'année suivante il est nommé lieutenant général des armées du roi. En 1646 , il est à la prise de Courtrai, au siège de Mardyck et à celui de Dunkerque. En 1647, il participe au siège de Lens et au combat d'Estaires, et en 1648 à la bataille de Lens.
En 1650, il a le commandement de l'aile droite à la bataille de Rethel. Ses faits d'armes, lors de cette bataille contribuent beaucoup à la victoire et lui valent le rang de maréchal de France le 5 janvier 1651.
En 1662, il est nommé gouverneur de Paris en remplacement d'Ambroise-François de Bournonville. Il est nommé duc et pair de France en 1665. Il suit le roi à la campagne de Flandres en 1667, et à son retour il meurt à Paris, d'apoplexie, le 11 janvier 1669.

## Mariage et descendance
Il a épousé, en mars 1629, Catherine Scaron de Vaures (nièce de Paul Scarron), qui mourra en novembre 1691. Ils ont eu six enfants, dont :
1. Louis-Marie-Victor, duc d'Aumont (1632-1704);
2. Charles d'Aumont (1634-1695) abbé de l'abbaye Saint-Pierre d'Uzerches, et autres lieux ;
3. Anne-Élisabeth (1638-1716) mariée en 1661 à Charles Comte de Broglio, gouverneur d'Avesnes, lieutenant-général des armées du roi;
4. Catherine-Marie d'Aumont, abbesse de l'abbaye Saint-Julien du Pré au Mans, morte en 1708.